# Eudocie la martyre
Eudocie la martyre (en grec ancien : Εὐδοκία ἡ Μάρτυς), est une sainte et martyre chrétienne du IIIe siècle. Selon les récits hagiographiques chrétiens la concernant, elle aurait été déportée avec des milliers d'autres chrétiens par Chapour Ier. Après avoir fortifié ses coreligionnaires face aux persécutions et être parvenue à convertir des femmes perses, elle aurait été torturée de diverses manières, emprisonnée à plusieurs reprises, puis exécutée par décapitation. Elle est considérée comme une sainte de l'Église orthodoxe, qui célèbre sa mémoire le 4 août, mais il pourrait en réalité s'agir d'un personnage fictif, selon l'opinion de certains hagiographes orthodoxes modernes.
Elle ne doit pas être confondue avec la martyre Eudoxie d'Héliopolis.

## Biographie

### Récit hagiographique
Connue exclusivement à travers des récits hagiographiques chrétiens, qui débutent lors de sa capture par les Perses, elle serait originaire d'Asie Mineure ou d'Anatolie,,. Après avoir été capturée, avec un nombre relativement important de chrétiens, allant jusqu'à 9 000 lors d'une campagne militaire de Chapour Ier, Eudocie aurait été déportée en Perse,,, avant d'être placée au service de la famille d'un officier perse,,. Par ses actions chrétiennes, elle serait parvenue à adoucir ses ravisseurs avant de les convertir,. Elle se serait ensuite impliquée dans le soutien moral aux autres chrétiens déportés et dans la conversion de nombreuses femmes perses,,,,,. Ces activités auraient attiré sur elle les foudres des autorités perses, qui l'auraient d'abord fait flageller, avant de la jeter en prison pendant deux mois,,,,. Elle aurait comparu de nouveau devant les responsables perses après ces deux mois et aurait refusé une nouvelle fois d'abjurer le christianisme, ce qui lui aurait valu d'être frappée avec des rosiers épineux, avant d'être renvoyée en prison pour six mois. L'épisode se serait reproduit à sa sortie, cette fois elle aurait été d'abord enserrée dans des ronces pressées contre son corps nu, qui lui auraient arraché des lambeaux de chair, Eudocie aurait ensuite été attachée à une potence avec des cordes utilisées pour lui briser les os. Enfin, la sainte aurait été décapitée par ses bourreaux.

## Postérité
Sa mémoire est célébrée le 4 août par l'Église orthodoxe,,,,,, cependant, certains hagiographes orthodoxes modernes émettent des doutes sur son existence,,. Pour eux, il s'agirait possiblement d'une confusion avec Eudoxie d'Héliopolis,,. 